# Aleksiej Pantielejew
Aleksiej Iwanowicz Pantielejew (ros. Алексей Иванович Пантелеев, ur. 1907 w guberni archangielskiej, zm. 5 września 1941 w Jakucku) – funkcjonariusz radzieckich organów bezpieczeństwa, ludowy komisarz spraw wewnętrznych Dagestańskiej ASRR (1939-1941) i Jakuckiej ASRR (1941), ludowy komisarz bezpieczeństwa państwowego Dagestańskiej ASRR (1941).

## Życiorys
Od listopada 1929 do czerwca 1932 służył w wojskach OGPU, od 1932 członek WKP(b). Od czerwca 1932 do października 1934 funkcjonariusz GPU przy Radzie Komisarzy Ludowych i NKWD Ukraińskiej SRR, od października 1935 do lipca 1937 słuchacz Centralnej Szkoły NKWD ZSRR. Od sierpnia 1937 do stycznia 1939 pełnomocnik operacyjny XI Oddziału IV/II Wydziału Głównego Zarządu Bezpieczeństwa Państwowego/I Zarządu NKWD ZSRR w stopniu sierżanta/młodszego porucznika bezpieczeństwa państwowego. Od 7 stycznia 1939 do 26 lutego 1941 ludowy komisarz spraw wewnętrznych Dagestańskiej ASRR w stopniu kapitana, a od 30 kwietnia 1939 majora bezpieczeństwa państwowego, od 26 lutego do 31 lipca 1941 ludowy komisarz bezpieczeństwa państwowego Dagestańskiej ASRR, a od 31 lipca 1941 do śmierci ludowy komisarz spraw wewnętrznych Jakuckiej ASRR. Odznaczony Orderem Czerwonej Gwiazdy (26 kwietnia 1940).